# Lété
Lété è un'isola che si trova sul fiume Niger. L'isola misura approssimativamente 16 chilometri di lunghezza e 4 di larghezza, e si trova a circa 40 chilometri di distanza dalla città di Gaya nel Niger.
Come per altre piccole isole che si trovano sul fiume Niger, l'isola è stata il soggetto di dispute territoriali tra il Niger e il Benin, iniziate subito dopo che i due paesi hanno ottenuto l'indipendenza dalla Francia.
Dopo anni di tensioni dovute a questa disputa, nel 2001 i governi dei due paesi hanno deciso di rimettere la questione al giudizio della Corte Internazionale di Giustizia che, il 12 luglio 2005, si è pronunciata in favore dell'appartenenza dell'isola al Niger.